# Wandelino
Wandelino, chiamato anche Waldalenus o Wandalenus, (fine VI secolo – inizio VII secolo), dux nella regione tra le Alpi e il Giura, nel regno dei Franchi di Borgogna, fu un magnate franco che prestò servizio come maestro di palazzo austrasiano a Metz del 581, durante la minoranza di Childeberto II, succedendo a Gogo.

## Biografia
Era figlio di Magnacario. Una delle sue sedi di governo (palatium) come patricius di Borgogna era ad Arlay sulla "via del sale", sede segnalata nel 597. Lì suo figlio, Donato di Luxeuil, fonderà l'abbazia di Saint-Vincent, distrutta da Ottone II di Borgogna.
Era un noto mecenate di Colombano presso l'abbazia di Luxeuil (fondata intorno al 585-90), dove dedicò un figlio alla Chiesa, e quindi fornì supporto precoce al monachesimo iberno-franco nell'Europa occidentale: «I legami di questa famiglia si estendevano fino alla Provenza e si sarebbe dimostrato molto influente nella politica dei Franchi del settimo secolo», osserva Marilyn Dunn. Sia Eustasio che Valberto, parenti di Wandelino, succedettero a Colombano come secondo e terzo abate di Luxeuil. La famiglia allargata dei Waldelini controllava i passi alpini nei pressi di Briançon, quelli di Susa (il Colle del Monginevro), Embrun e Gap. Abbone, patrizio di Provenza e rettore di Maurienne e Susa, avversario di Mauronto, proveniva dalla famiglia di Waldelino.
I suoi avversari in Borgogna rappresentavano l'influenza di Willibad († 642), il patrizio di Borgogna (o della Provenza borgognona) Willibad potrebbe non essere stato un franco ma forse un borgognone, uno degli ultimi rappresentanti della nobiltà nativa. Il centro del potere di Willibad era Lione, Vienne e Valence. Willibad continuò a confrontarsi con i sostenitori di Colombano, il figlio di Waldaleno, Cramneleno di Besançon, cognato di Cramneleno, Amalgar di Digione e Wandalberto di Chambly.

## Matrimonio e figli
Waldalenus era sposato con Flavia, nobile di nascita e di portamento, secondo il cronista di Colombano e delle sue fondazioni, Giona di Bobbio, ma la coppia era sterile, finché non implorarono Colombano di intercedere per una gravidanza miracolosa. Colombano richiese che il primogenito fosse dedicato alla chiesa, e di conseguenza Donato, battezzato dallo stesso Colombano come "dono", fu cresciuto ed educato a Luxeuil e fu nominato vescovo di Besançon. Il secondo figlio fu Cramneleno, e c'erano due figlie che il cronista merovingio non pensò di nominare.
I figli furono:
- Donato di Besançon, monaco dell'abbazia di Luxeuil e vescovo di Besançon[12].
- Felice Chramnelenus, duca, restaurò l'abbazia di Romainmôtier dal 630 al 642 e mantenne il monastero di Luxeuil. Fondò il monastero di Baulmes nel 952. Felice Chramnelenus combatté con altri dodici duchi in Vasconia nel 632 e 633, e combatté anche a fianco di Flaochad, il maestro di palazzo, contro Willibad, patrizio di Vienne dal 639 al 642. Potrebbe essere Chramnelenus, citato nel 676, come vescovo di Embrun[13].
- Aquilina del Giura che fondò l'abbazia di Bèze nell'anno 616, secondo Jean Mabillon, e nel 630, secondo Charles Le Cointe, sotto il nome di San Pietro, con Amalgar di Digione, duca del palazzo del re di Austrasia. Fondarono anche un convento a Bregille. Nel 630, il re Dagoberto a Saint-Jean-de-Losne dà l'ordine di assassinare Brodulfo, zio di suo fratello Cariberto. L'assassinio fu eseguito dai duchi Amalgar di Digione e Arnebert e dal patrizio Willibad. Dodici anni dopo Amalgar combatte con suo cognato Felice Chramnelenus contro questo Willibad, che viene ucciso in battaglia.
  - Waltlalène, il loro figlio, un monaco di Luxeuil, fu il primo abate e stabilì la regola di San Colombano, poi sostituita da quella di San Benedetto.
  - Adalrico, duca del pagus Attoariensis è, secondo varie ricerche recenti, quasi certamente il padre di Eticone-Adalrico di Alsazia.
- Syrude, che fu una suora del monastero femminile creato da sua madre[14].

Abbone, l'ultimo patrizio di Provenza, è nato circa un secolo dopo i figli di Waldelène e Aelia Flavia. È il figlio di:
- Felice della gens Abbo, un grande proprietario terriero borgundo[15], il cui figlio Abbone ci dice nel suo testamento che fu vescovo di Torino e sposato con Rustica.

Flavia sopravvisse al marito e fondò un convento di suore presso la sede della stirpe, Besançon, dove suo figlio, Donato, era vescovo.
Un successivo Waldaleno di questa stirpe, l'abate di Bèze, venne venerato come santo; è segnalato in un diploma del settembre 677.